# Asbach (Hunsrück)
Asbach ist eine Ortsgemeinde im Landkreis Birkenfeld in Rheinland-Pfalz. Sie gehört der Verbandsgemeinde Herrstein-Rhaunen an.

## Geographie
Asbach liegt am Hinterbach im Übergangsbereich der Kempfelder Hochmulde zur Idar-Soon-Pforte östlich des Idarwaldes. Der Ort hat eine Höhenlage von 460–480 m ü. NN. In der landwirtschaftlichen Nutzung überwogen auf den nährstoffarmen Böden früher Roggen, Hafer, Gerste und Hackfrüchte. Die Talmulden mit vorwiegend vergleyten und podsoligen Böden werden als Grünland genutzt. Die sandigen, nährstoffarmen Böden auf den quarzitischen Hochwaldausläufern werden zur Forstwirtschaft genutzt.
Südlich des Ortes befindet sich die Siedlung Asbacherhütte, die auf einen früheren Eisenverhüttungsstandort zurückgeht. Markantestes Gebäude ist das ehemalige Böckingsche Herrenhaus. Die Deutsche Edelsteinstraße führt durch Asbacherhütte. Nachbargemeinden sind Hellertshausen, Weiden, Hottenbach, Mörschied, Kempfeld und Schauren.

## Geschichte
Bis zur rheinland-pfälzischen kommunalen Verwaltungsreform von 1969 gehörte der Hunsrückort zum Amt Kempfeld im Landkreis Bernkastel mit der Kreisstadt Bernkastel-Kues.
Bevölkerungsentwicklung
Die Entwicklung der Einwohnerzahl von Asbach; die Werte von 1871 bis 1987 beruhen auf Volkszählungen:
| Jahr | Einwohner |
| 1815 | 146       |
| 1835 | 260       |
| 1871 | 182       |
| 1905 | 280       |
| 1939 | 385       |
| 1950 | 409       |

| Jahr | Einwohner |
| 1961 | 403       |
| 1970 | 355       |
| 1987 | 238       |
| 1997 | 151       |
| 2005 | 170       |
| 2023 | 152       |

## Politik

### Gemeinderat
Der Gemeinderat in Asbach besteht aus sechs Ratsmitgliedern, die bei der Kommunalwahl am 9. Juni 2024 in einer Mehrheitswahl gewählt wurden, und dem ehrenamtlichen Ortsbürgermeister als Vorsitzendem.

### Bürgermeister
Der Asbacher Gemeinderat wählte in seiner konstituierenden Sitzung am 17. Juli 2024 Keoma Sperr an die Gemeindespitze. Oliver Haß wurde zum Beigeordneten gewählt. Mit dieser Wahl endete eine kurzzeitige Vakanz an der Gemeindespitze. Der vorherige Bürgermeister Peter Ackermann, am 16. September 2019 vom vorangegangenen Gemeinderat gewählt, legte bereits am 27. Oktober 2021 sein Amt nieder, der anschließend die Amtsgeschäfte weiterführende Erste Beigeordnete Klaus Holwein erklärte am 19. Juni 2024 seinen Rücktritt. Deshalb setzte die Kreisverwaltung ab dem 20. Juni 2024 den Bürgermeister der VG Herrstein-Rhaunen, Uwe Weber, als Beauftragten ein. Bis 2019 war Horst Haffa langjähriger Ortsbürgermeister von Asbach.

### Wappen
Die Blasonierung lautet: „In schräggeteiltem Schild vorne in Grün ein silbernes Fachwerkhaus mit Glockenturm, schwarzen Fenstern und schwarzer Türe, hinten in Gold ein blaubewehrter und -gezungter roter Löwe“.
Der Löwe verweist auf die ehemalige Zugehörigkeit zur Wild- und Rheingrafschaft.

## Wirtschaft und Infrastruktur

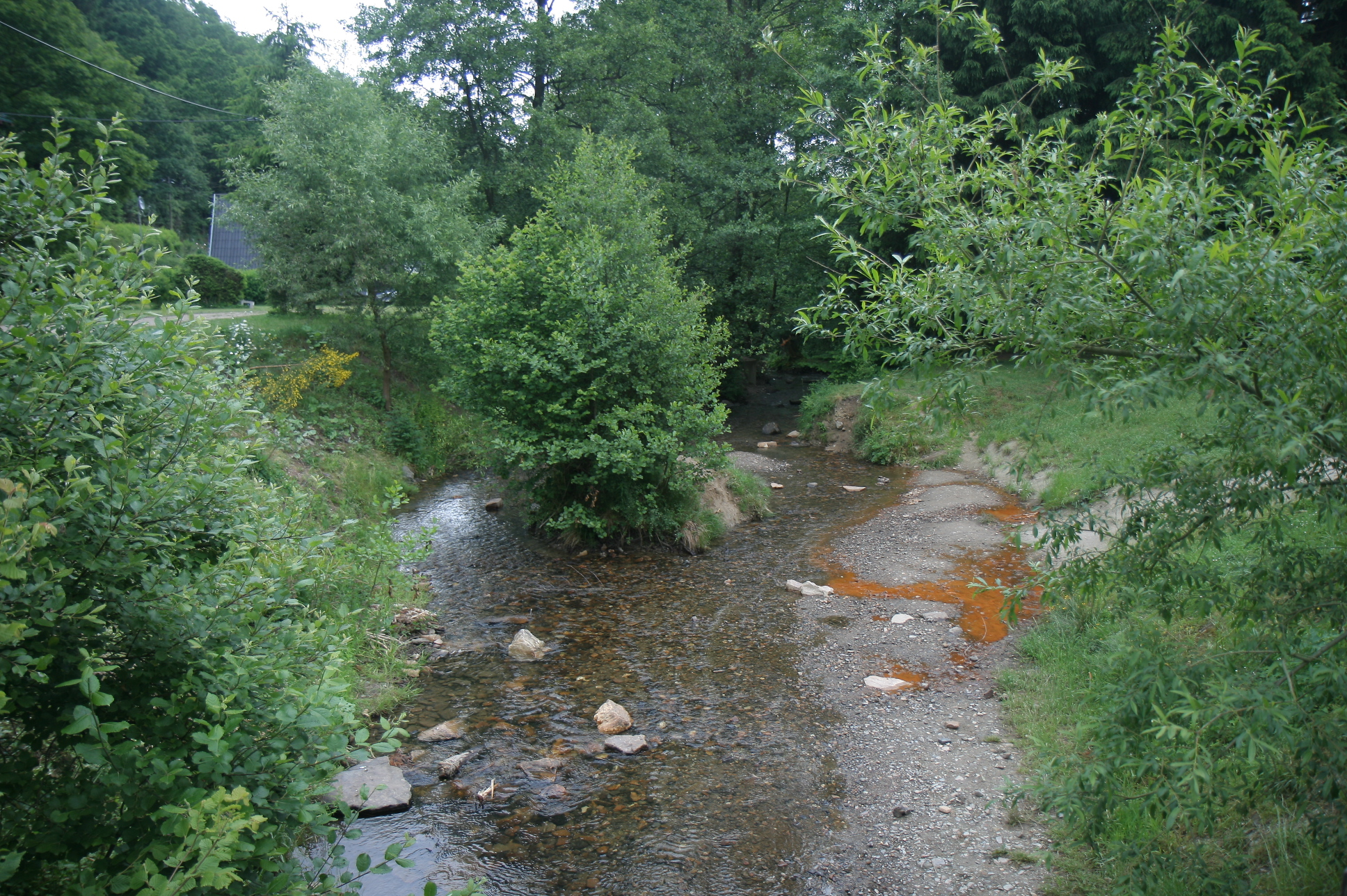
Der Fischbach in Asbacherhütte

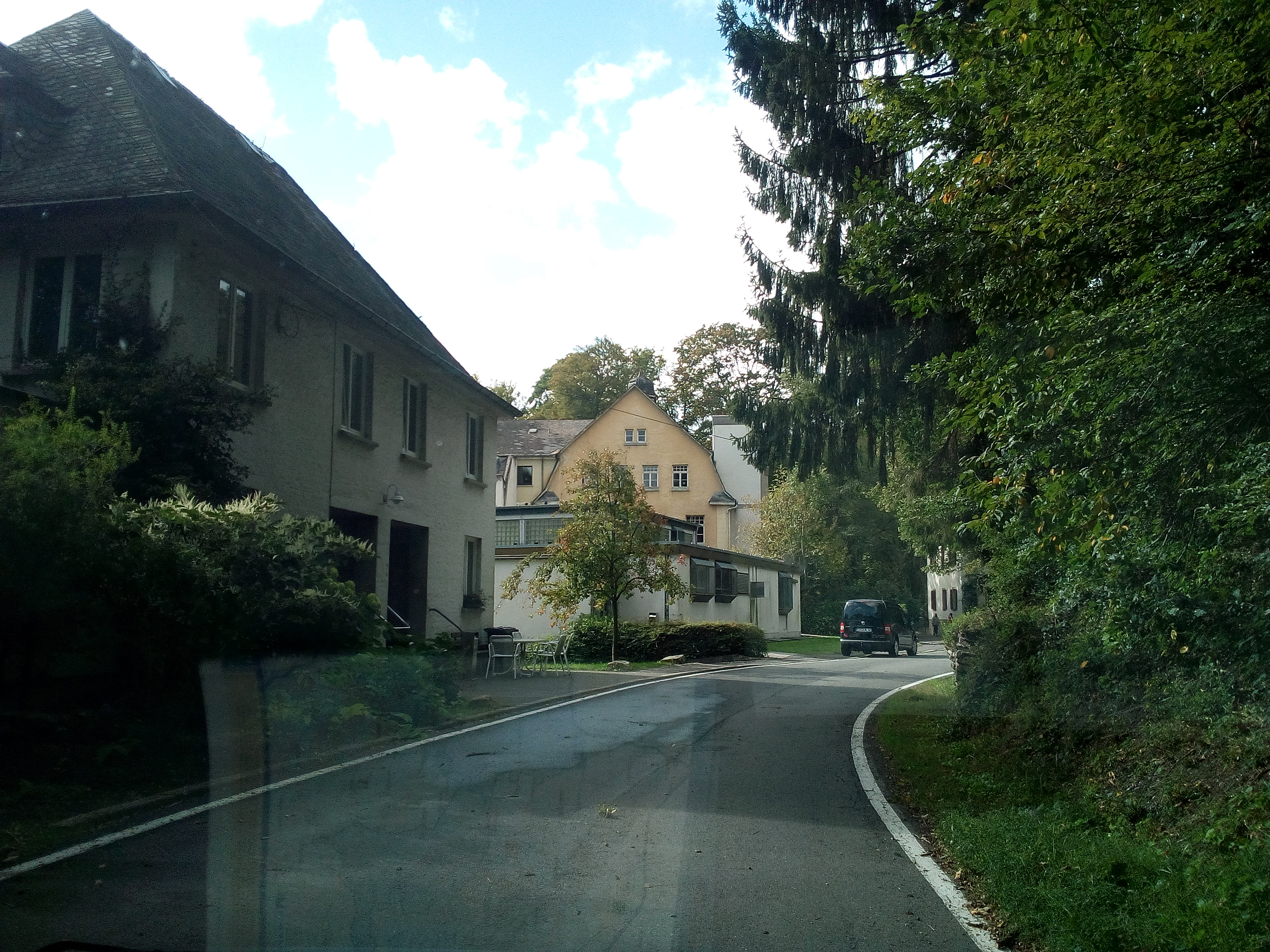
Asbacherhütte

Im Gemeindegebiet befand sich mit der Asbacherhütte eine der ältesten Eisenhütten der Hunsrückregion. Vom ehemaligen Hüttenwerk sind nur noch das Verwaltungsgebäude und das Wohngebäude von Hüttenleiter Rudolph Heinrich Böcking erhalten. Heute beherbergen die Gebäude eine heilpädagogische Einrichtung der Diakonie Bad Kreuznach und dienen als Wohnheim für behinderte Menschen mit geringem Assistenzbedarf.
Der Ort war bis in die 1970er Jahre hauptsächlich landwirtschaftlich geprägt. Bis auf eine Achatschleiferei und einen Landmaschinenschlosserbetrieb waren alle Haushalte mehr oder weniger in der Landwirtschaft tätig, viele jedoch nur in Nebenerwerbsbetrieben. Nach dem Strukturwandel, der Ende der 1990er Jahre auch eine umfassende Flurbereinigung mit sich brachte, gibt es nur noch einen landwirtschaftlichen Vollerwerbsbetrieb. Seit über 30 Jahren gibt es einen nach strengen ökologischen Richtlinien arbeitenden landwirtschaftlichen Veredlungsbetrieb mit Qualitätsprodukten aus eigener Herstellung, die auf Märkten des Umlandes und ab Hof verkauft werden.
Anfang der 1990er Jahre wurde eine behutsame Dorferneuerung zur Verbesserung der Infrastruktur durchgeführt. Diese im Umlageverfahren mitfinanzierte Maßnahme stieß wegen der hohen finanziellen Belastungen zunächst bei vielen Bewohnern auf Widerstand. Es zeigte sich aber schon sehr bald, dass es zu dieser Maßnahme keine Alternative gab.
Die Dorferneuerung fand ihren Abschluss im Bau eines Dorfgemeinschaftshauses auf der Huschied.
Die Ausweisung eines kleinen Neubaugebietes hatte den Bau einiger neuer Häuser im Unterdorf zur Folge.

## Verkehr
- Im Süden verläuft die Bundesstraße 422. Der nächste Bahnhof ist der Bahnhof Idar-Oberstein.
- Durch Asbach führt an Werktagen die Buslinie 345 der Omnibusverkehr Rhein-Nahe sowie einzelne Fahrten der Linie 351. Asbach gehört dem Rhein-Nahe-Nahverkehrsverbund an.

## Persönlichkeiten
- Eduard Mayer (* 17. August 1812 in Asbacherhütte; † 1881 in Bad Aibling), Bildhauer.
- Christian Philipp Stumm (1760–1826), kurpfalz-bayerischer Hofrat, Hofbankier und Mitbegründer der Montanfirma Gebrüder Stumm
- Friedrich Philipp Stumm (1751–1835), montanindustrieller Unternehmer und Mitbegründer der Firma Gebrüder Stumm.